# Sugar Sweet
«Sugar Sweet» («I Can't Call Her Sugar») — пісня американського блюзового музиканта Мадді Вотерса, випущена синглом у листопаді 1955 року на лейблі Chess Records. Написана Мелом Лондоном. Записана 3 листопада 1955 року в Чикаго (Іллінойс). У 1955 році пісня посіла 11-е місце в хіт-параді R&B Singles журналу «Billboard».

## Оригінальна версія
Пісню написав чиказький автор пісень Мел Лондон (у подальшому засновник Chief Records). Запис відбувся 3 листопада 1955 в Чикаго (Іллінойс). У записі Мадді Вотерсу (вокал, гітара) акомпанували Літтл Волтер (губна гармоніка), Отіс Спенн (фортепіано), Джиммі Роджерс (гітара), Віллі Діксон (бас) і Фред Белоу (ударні, хор). У 1955 році випущена на лейблі Chess Records на синглі з «Trouble No More» на стороні «Б». У 1955 році пісня посіла 11-е місце в хіт-параді R&B Singles журналу «Billboard».
У 1969 році Вотерс записав інший варіант пісні для альбому Fathers and Sons. Оригінальна версія увійшла до бокс-сету The Chess Box, виданого Geffen/Universal у 1990 році.

## Інші версії
Пісню перезаписали інші виконавці, зокрема Фредді Кінг (1974), Джеймс Коттон (1991), Джефф Гілі (2008) та ін.